# 圣欧拉利娅-德龙萨纳
圣欧拉利娅-德龙萨纳（西班牙語：Santa Eulalia de Ronsana）是西班牙加泰罗尼亚巴塞罗那省的一个市镇。总面积14平方公里，总人口7042人（2013年），人口密度496人/平方公里。